# Покушение на Жака Ширака
Покушение на Жака Ширака произошло на Елисейских Полях во время проходившего там парада в честь праздника взятия Бастилии. В ходе покушения президент Франции не пострадал.

## Причины
Однозначного мнения по поводу причины, по которой была предпринята попытка убийства Ширака на сегодняшний день нет.
По личному утверждению обвиняемого (Максима Брюнери), он сделал это потому что хотел войти в историю.
Бытует мнение, что Брюнери пытался убить президента по причине выполнения им указаний от французских националистов.
В первые дни после совершения покушения, была широко распространена версия, что преступник был невменяемым, однако, это предположение было опровергнуто психиатрической экспертизой.

## Личность нападавшего
Нападавшим оказался студент из города Эссон — Максим Брюнери, на момент совершения преступления ему было 25 лет. 
До покушения Брюнери был известен французской полиции как ультраправый экстремист. В 1997 году он задерживался за принятие участия в манифестациях неонацистов. Был членом «Франко-европейской националистической партии», студенческого движения GUD; принимал участие в тусовках скинхедов и волнениях футбольных фанатов. Известно, что он сообщал своим товарищам о желании убить президента Франции.
В 2001 году баллотировался кандидатом на муниципальные выборы в Париже от «Национального движения», набрав 2.9% голосов.
До июля 2002 года он жил с родителями и младшей сестрой в доме в Кукуроне, соседи характеризовали его, как «спокойного молодого человека». Неоднократно обращался к психиатрам для получения медицинской помощи.

## Ход событий
Утром 14 июля в Париже на Елисейских Полях начался парад, посвященный Дню взятия Бастилии.
Брюнери пришел на Поля вместе с винтовкой, спрятав её в футляр от гитары. 
В районе 10 утра, автомобиль с Шираком выехал с площади Шарля де Голля. В этот момент преступник, находясь в около 150 метрах от главы государства, достав оружие, сделал выстрел наугад в сторону кортежа, не задев ни одного присутствующего человека.
После выстрела Максим пытался застрелиться, однако был мгновенно арестован и доставлен в отделение психиатрической больницы Парижа.
Ширак слышал выстрел, но знаков не подал. На сообщение министра внутренних дел (Николя Саркози) о попытке убийства ответил: «Ну, ладно».

## Следствие и суд
15 июля прокуратура Парижа открыла уголовное дело в отношении Брюнери. На тот момент он временно находился в психиатрической клинике, так как присутствовали сомнения в его вменяемости.
На первом допросе он признал себя виновным.
2 августа он был признан вменяемым, в связи с чем ему было предъявлено обвинение
Расследование покушения продолжалось более 2 лет и было завершено лишь к концу 2004 года.

### Суд
7 декабря 2004 начался судебный процесс, дело рассматривали присяжные заседатели.
11 декабря Брюнери был признан виновным и приговорён к 10 годам тюрьмы. В своём последнем слове он принёс извинения Шираку и сказал, что совершил покушение, чтобы войти в анналы истории.
Однако, он отбыл из назначенного срока лишения свободы всего 4 года и 8 месяцев и выпущен на свободу 3 августа 2009 года.